# Mineraljord
Mineraljord är det understa jordskiktet i naturlig mark och är jord som består av eroderat mineral som ligger så djupt ner att den är i stort sett opåverkad av det som sker längre upp närmare markytan. Innehållet av biologiskt material och levande organismer är mycket litet i jämförelse med jordmånen. Det tar cirka en miljon år för mineraljord att bildas.[källa behövs]